# Jindřichovický potok
Jindřichovický potok (alternativně též Dětřichovecký potok, v Polsku pak Miłoszowski potok) je vodní tok tekoucí ze severovýchodního okraje Frýdlantského výběžku do Polska. Protéká Jindřichovicemi pod Smrkem a je to jediný český přítok řeky Kwisy.

## Průběh toku
Potok pramení na severním úbočí Andělského vrchu (573 m n. m.), nejvyššího bodu Frýdlantské pahorkatiny, a pokračuje odtud podél silnice III/29110 severovýchodním směrem k Dětřichovci. Za ní pokračuje stále severním směrem až k vodní nádrži situované východně od Jindřichovic pod Smrkem. Jižně od této vodní plochy se potok ostře stáčí západním směrem a vstupuje do města Jindřichovice pod Smrkem. Tam jižně míjí místní kostel Nejsvětější Trojice a na západním okraji obce z východní strany obtéká zdejší Žijící skanzen i s větrným mlýnem. U skanzenu se opět stáčí k severu, obtéká Písečný vrch (380 m n. m.) a směřuje k česko-polské státní hranici. Na ní se do potoka pravostranně vlévá Bleskový potok a vzniklá vodoteč pak v délce necelých 3 km tvoří státní hranici. Pod vesnicí Srbská přijímá zleva stejnojmenný potok, a o 700 metrů dále se u místního hraničního přechodu na silnici III/2918 stáčí severovýchodním směrem a vtéká do Polska. Tam pod místním názvem Miłoszowski potok sleduje silnici číslo 12367 a postupně protéká obcí Miłoszów do města Leśna, kde ze západu obtéká historické jádro. Teče pak dále na sever asi 1,4 km paralelně s Kwisou, do níž se následně vlévá zleva.